# Otto zur Strassen
Otto Ladislaus zur Strassen (ur. 9 maja 1869 w Berlinie, zm. 21 kwietnia 1961 w Oberstedten) – niemiecki zoolog.
Syn rzeźbiarza Melchiora zur Strassen. Studiował nauki przyrodnicze na Uniwersytecie w Lipsku od 1887 do 1892, w 1896 habilitował się. W roku 1898/99 brał udział w ekspedycji statku badawczego Valdivia. W 1901 został profesorem nadzwyczajnym zoologii na Uniwersytecie w Lipsku. Od 1909 do 1934 był dyrektorem Senckenbergmuseum we Frankfurcie nad Menem, od 1914 do 1937 profesor zwyczajny zoologii na Uniwersytecie Johanna Wolfganga Goethego we Frankfurcie nad Menem.